# Chamaeleo africanus
Espèce
Synonymes
- Chamaeleo candidus Laurenti, 1768
- Chamaeleo mexicanus Laurenti, 1768
- Chamaeleo aegyptius Bonnaterre, 1789
- Chamaeleo calcaratus Merrem, 1820
- Chamaeleon basiliscus Cope, 1868

Statut de conservation UICN

 LC  : Préoccupation mineure
Statut CITES
Le Caméléon africain (Chamaeleo africanus) est une espèce de sauriens de la famille des Chamaeleonidae.

## Répartition
Cette espèce se rencontre en Mauritanie, au Mali, au Niger, au Bénin, au Nigeria, au Cameroun, en Centrafrique, au Soudan, en Égypte et en Grèce.

## Publication originale
- Laurenti, 1768 : Specimen medicum, exhibens synopsin reptilium emendatam cum experimentis circa venena et antidota reptilium austriacorum, Vienna Joan Thomae, p. 1-217 (texte intégral).